# Хабел (Мичиген)
Хабел (енгл. Hubbell) насељено је место без административног статуса у америчкој савезној држави Мичиген.

## Демографија
По попису из 2010. године број становника је 946, што је 159 (-14,4%) становника мање него 2000. године.
| Група             | 2000.         | 2010.       |
| Белци             | 1.079 (97,6%) | 923 (97,6%) |
| Афроамериканци    | 1 (0,1%)      | 0 (0,0%)    |
| Азијати           | 1 (0,1%)      | 10 (1,1%)   |
| Хиспаноамериканци | 11 (1,0%)     | 6 (0,6%)    |
| Укупно            | 1.105         | 946         |